# Helheimgletsjer
Der Helheimgletsjer ist ein grönländischer Gletscher im Distrikt Ammassalik in der Kommuneqarfik Sermersooq.

## Geografie
Der Helheimgletsjer befindet sich nördlich des bewohnten Teils des Distrikts. Er entwässert vom Grönländischen Eisschild in den Fjord Maniissilersarpik (Helheimfjord), einen der Quellfjorde des Sermilik (Egede og Rothe Fjord). Der Gletscher ist der am schnellesten fließende Gletscher der grönländischen Ostküste.

## Geschichte
Der Fjord wurde während der Siebten Thule-Expedition unter Knud Rasmussen nach Helheim, dem Reich der nordischen Totengöttin Hel, benannt. Damit fügt sich der Name in weitere aus der nordischen Mythologie um Loki stammende von der Expedition vergebene geografische Namen ein.

## Gletscherschwund

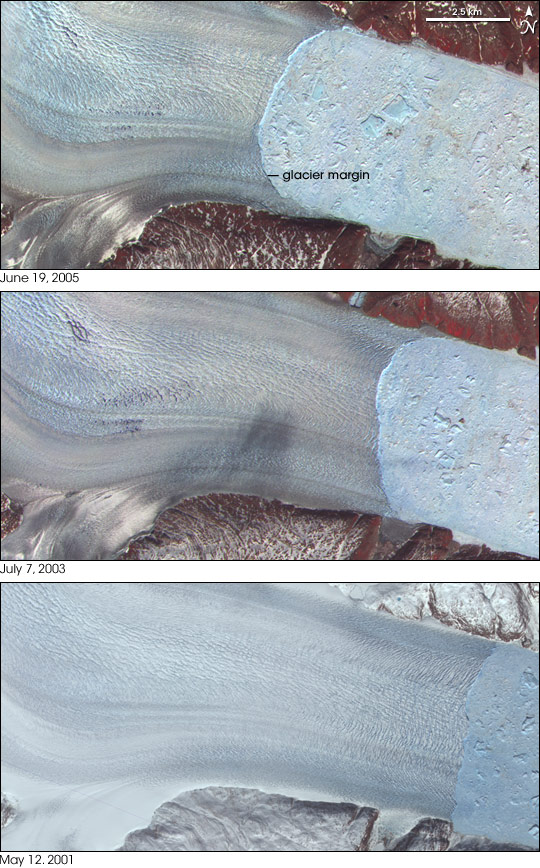
Rückzug zwischen 2001 und 2005

Zwischen den Jahren 2000 und 2005 nahm die maximale Fließgeschwindigkeit des Gletschers von etwa 8 km pro Jahr auf 11 km pro Jahr zu. Gleichzeitig wurde er zwischen 2001 und 2003 um etwa 40 Meter dünner, die Abbruchkante in den Maniissilersarpik zog sich zwischen 1986 und 2006 um 5 km zurück. Als Gründe werden höhere Luft- und Wassertemperaturen im südöstlichen Grönland gesehen. Zwischen 2005 und 2019 schmolz der Gletscher um circa weitere 10 km. Der Gletscher kalbte mehrfach, wie 2018, als ein Eisberg mit fast der Fläche Manhattans abbrach. Das Oceans Melting Greenland-Programm der NASA untersuchte im Sommer 2019, wie die Eisschmelze nicht nur durch steigende Lufttemperaturen, sondern auch durch einen Temperaturanstieg des Meereswassers beeinflusst wird. Von einem Flugzeug aus wurden Sonden in das Eis und das Meerwasser herabgelassen, welche Temperatur und Salzgehalt übermitteln sollten. Diese zeigten an, dass der Gletscher in seiner gesamten Tiefe von über 600 m von warmen Wasser umgeben sei. Dies sei ungewöhnlich, da normalerweise Temperaturunterschiede in verschiedenen Wassertiefen vorherrschten. So seien in den oberen hundert Metern im Normalfall kältere Wasserschichten und darunter wärmere salzreichere Wasserschichten. Der direkte Kontakt mit wärmeren Wasser am gesamten Gletscherende soll das Schmelztempo noch weiter beschleunigen.